# Zobowiązanie cenowe
Zobowiązanie cenowe (ang. price undertaking) jest pojęciem związanym z postępowaniem antydumpingowym prowadzonym przez Komisję Europejską. Jeżeli na skutek prowadzonego postępowania wykazane zostaną dumping i związana z nim szkoda, oskarżony eksporter (jak też grupa eksporterów reprezentowana przez rząd lub inną państwową organizację) może uzgodnić z Komisją Europejską zobowiązanie polegające na podwyższeniu poziomu ceny eksportowanego towaru tak, by nie szkodziły one unijnym producentom.
Rozwiązanie takie jako alternatywa dla ostatecznych ceł antydumpingowych może korzystne dla każdej ze stron gdyż Komisja Europejska nie musi udowadniać w toku długiego postępowania zaistnienia dumpingu i szkód z nim związanych, a jednocześnie rozwiązuje problemy unijnego przemysłu przy jednoczesnym zagwarantowaniu odpowiedniej podaży danego towaru, a oskarżony eksporter zamiast płacić większe cło, może osiągnąć większy zysk na każdym sprzedanym produkcie (podwyżka ceny ograniczona jest do wysokości marży dumpingu).
Uzgodnienie pomiędzy eksporterem a Komisją Europejską zobowiązania cenowego wiąże się z licznymi formalnościami i koniecznością poddania się przez eksportera silnej kontroli Komisji Europejskiej polegającej na obowiązkowi składania raportów dotyczących cen, a także wielkości i kierunków sprzedaży, poddania się analizom Komisji Europejskiej, bycia gotowym na kontrole Komisji Europejskiej na miejscu. Niedotrzymanie warunków zobowiązania cenowego skutkuje nałożeniem ostatecznych ceł antydumpingowych.